# Jaume Capdevila i Naudeillo
Jaume Capdevila i Naudeillo (Barcelona, 3 d'octubre de 1941) és un antic jugador d'hoquei sobre patins català de les dècades de 1960 i 1970.

## Trajectòria
Nascut al barri de Sants, començà a practicar l'hoquei als Maristes de Sants amb 11 anys. Amb 17 anys fitxà pel FC Barcelona, passant poc després al primer equip. Fitxà una temporada pel CP Voltregà, en companyia d'Enric Carbonell, retornant novament al Barça, on jugà fins a 1968. Els darrers anys els visqué a clubs com el DC Mataró, CE Vendrell i CF Terrassa, club aquest darrer del que també fou entrenador.
Jugà durant tota la dècada de 1960 amb la selecció espanyola, amb la qual fou campió d'Europa i del Món.

## Palmarès
CP Voltregà
- Campionat de Catalunya:
  - 1962
- Copa de les Nacions:
  - 1961

FC Barcelona
- Campionat de Catalunya:
  - 1060
- Campionat d'Espanya:
  - 1958, 1963,

DC Mataró
- Lliga Nacional:
  - 1968
- Campionat de Catalunya:
  - 1968

Espanya
- Campionat del Món:
  - 1966
- Campionat d'Europa:
  - 1969